# 커피 퍼콜레이터

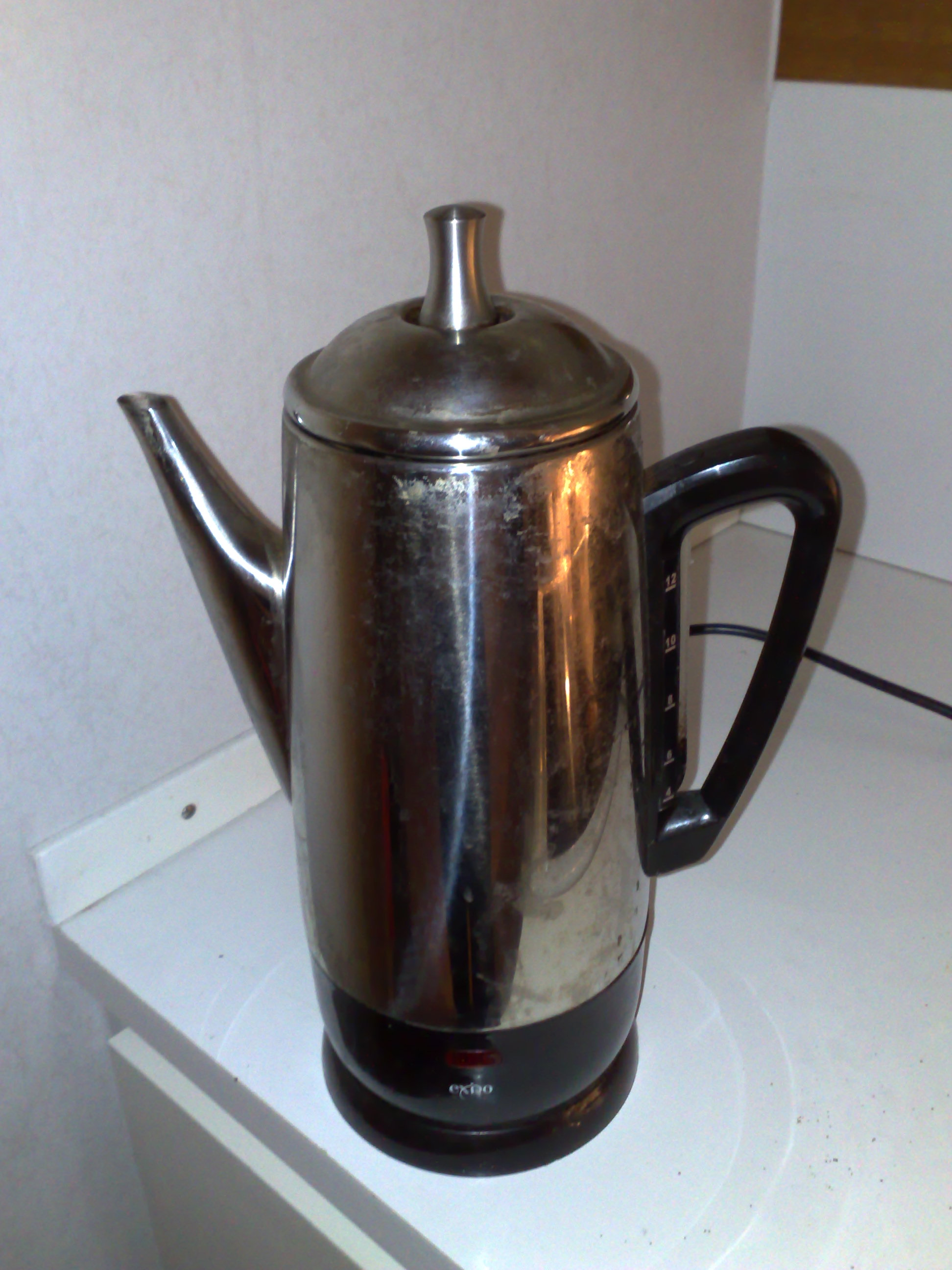
전기 퍼콜레이터

커피 퍼콜레이터(영어: Coffee percolator)는 중력을 이용하여 끓거나 거의 끓는 물을 계속해서 커피 찌꺼기 위로 순환시켜 필요한 농도에 도달할 때까지 커피를 내리는 데 사용되는 냄비의 한 종류이다. 커피 찌꺼기는 구멍이 뚫린 금속 필터 바구니에 담긴다.
커피 퍼콜레이터는 한때 큰 인기를 누렸으나 1970년대 초 자동 드립 커피메이커로 대체되었다. 퍼콜레이터는 다른 추출 방법보다 커피 찌꺼기를 더 높은 온도에 노출시키는 경우가 많으며, 이미 추출된 커피를 다시 커피콩을 통해 순환시킬 수도 있다. 결과적으로 퍼콜레이터로 추출한 커피는 과다 추출에 특히 취약하다. 그러나 퍼콜레이터 애호가들은 이 추출 방법의 잠재적 위험을 추출 절차를 신중하게 제어함으로써 제거할 수 있다고 주장한다.

## 추출 과정

커피 퍼콜레이터의 단면도

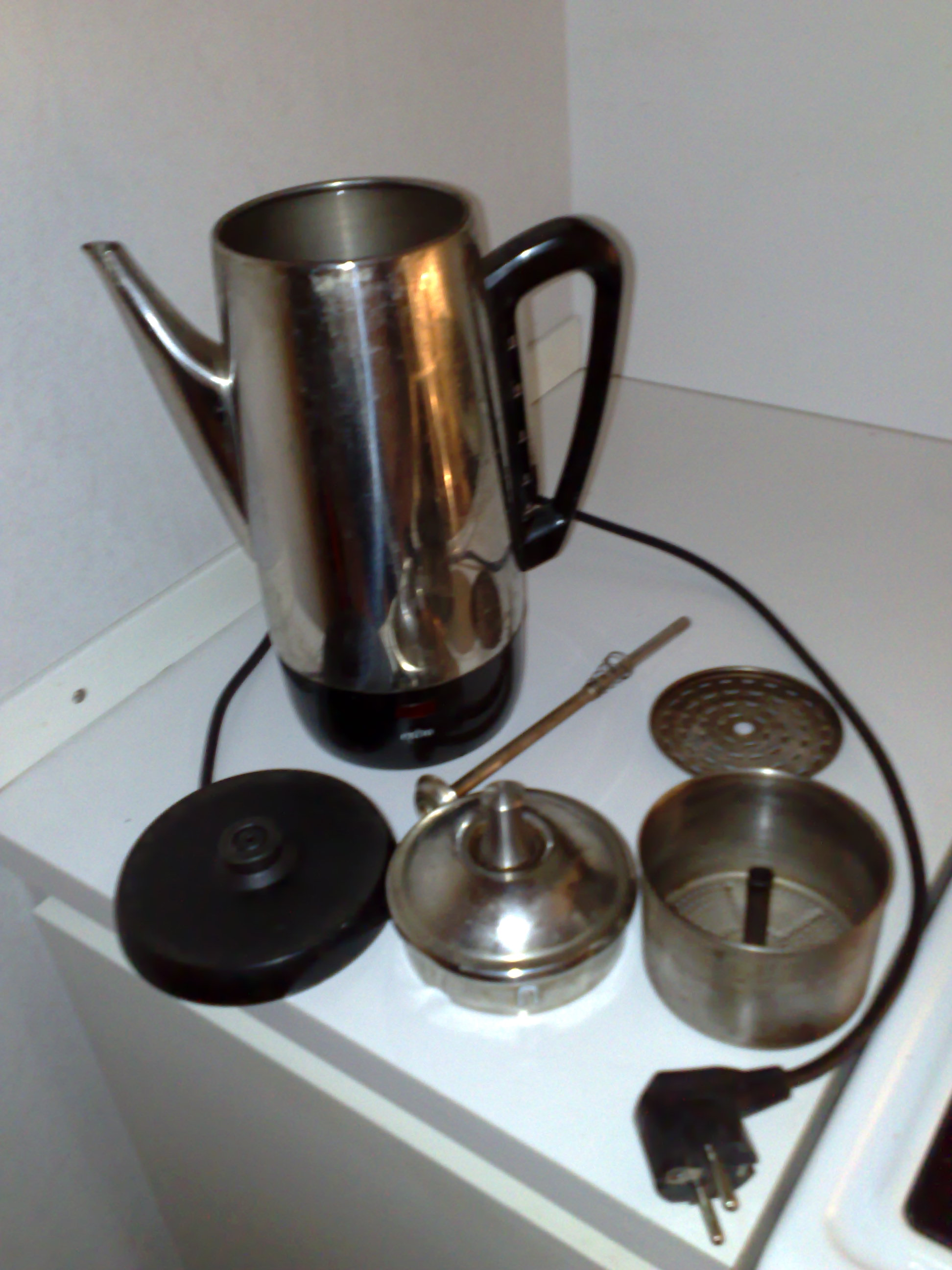
분해된 전기 커피 퍼콜레이터

커피 퍼콜레이터는 열원에 가장 가까운 바닥에 챔버가 있는 냄비로 구성된다. 제거 가능한 수직 튜브가 거기에서 퍼콜레이터 상단으로 연결된다. 이 튜브의 상단 바로 아래에는 추출할 커피 찌꺼기를 담을 구멍 뚫린 금속 필터 "바구니"가 있다.
물은 냄비에 바구니 바닥보다 낮은 수위로 붓고, 원하는 양의 상당히 거친 분쇄 커피를 바구니에 넣는다.
퍼콜레이터는 풍로 또는 난로 위에 놓고 바닥 챔버의 물을 가열한다. 챔버의 맨 아래에 있는 물이 먼저 뜨거워져 끓기 시작한다. 끓는 물은 증기 기포를 생성하여 수직 튜브를 따라 위로 향하게 하고, 뜨거운 물을 함께 밀어 올려 튜브 상단으로 내보내는데, 이는 가스 리프트 펌프의 원리와 유사한 과정이다. 뜨거운 물은 뚜껑의 밑면에 부딪히고, 흘러나와 커피 바구니의 안쪽 뚜껑 위로 흐른다. 안쪽 뚜껑의 구멍을 통해 물이 바구니 안의 커피 찌꺼기 위로 고르게 분산된다. 거기에서 갓 추출된 커피가 아래의 점차 따뜻해지는 물 속으로 떨어진다. 이 전체 사이클은 계속해서 반복되며, 뜨거운 물이 뚜껑 밑면에 부딪히는 특유의 간헐적인 "퍼컬링" 소리를 낸다.
커피 추출이 끓는점에 가까워지면 "퍼컬링" 소리가 계속적인 꿀꺽거림으로 변하며, 이는 커피가 마실 준비가 되었다는 신호이다. 수동 퍼콜레이터에서는 냄비를 난로에서 내리거나 열을 줄여 퍼컬레이션을 멈춘다. 끓는점에서 계속해서 퍼컬링되는 커피는 과다 추출되어 결과적으로 커피가 거칠고 지나치게 쓰게 된다.
일부 커피 퍼콜레이터는 내장된 전기 가열 요소를 가지고 있어 난로에서 사용되지 않는다. 이들 대부분은 추출 단계가 끝나면 자동으로 열을 줄여 커피를 마시기 좋은 온도로 유지하지만 끓이지는 않는다.

## 발명가
튜브를 통해 끓는 물을 위로 올려 연속적인 순환을 형성하고 주방 난로에서 가열할 수 있는 최초의 현대적인 퍼콜레이터는 1819년 파리의 주석공 조제프 앙리 마리 로랑스(Joseph-Henry-Marie Laurens)가 발명했다. 그 원리는 이후 자주 모방되고 수정되었다.
커피 퍼콜레이터에 대한 최초의 미국 특허는 1865년 매사추세츠주 프랭클린의 제임스 네이슨(James Nason)에게 미국 특허 51,741로 발행되었다. 이 메커니즘은 위에서 설명한 일반적인 퍼컬레이션 방법을 사용하지 않았다.
일리노이주의 농부 핸슨 굿리치(Hanson Goodrich)는 오늘날 알려진 현대식 미국 스토브탑 퍼콜레이터를 특허 출원하여 1889년 8월 13일 미국 특허 408,707을 받았다. 이 퍼콜레이터는 일반적인 퍼콜레이터의 핵심 요소인 끓이는 넓은 바닥, 상향 중앙 튜브, 그리고 그 위에 매달린 구멍 뚫린 바구니를 가지고 있었다. 굿리치의 디자인은 당시의 어떤 표준 커피포트도 스토브탑 퍼콜레이터로 변환시킬 수 있었다. 이후의 특허는 거의 추가된 것이 없다.
전기 퍼콜레이터는 적어도 20세기 첫 10년 이후부터 생산되었으며, 제너럴 일렉트릭은 1905년에 "전기로 커피 만들기(Coffee Making By Electricity)"라는 제목의 소책자를 발행했다. 자동 퍼콜레이터는 1940년대 또는 그 이전에 이미 사용 가능했다.

## 사용법
커피 아른이라고 불리는 대형 퍼콜레이터는 한 번에 많은 양의 커피가 필요한 사무실, 구내식당, 지역 행사, 교회 모임 및 기타 대규모 단체 활동에서 흔히 사용된다.
퍼콜레이터는 전기가 없이도 커피를 만들 수 있는 능력 때문에 캠핑족과 다른 자연 애호가들 사이에서도 인기가 많다. 비록 간단한 필터 홀더도 끓인 물을 냄비에서 부어 사용할 수 있지만 말이다. 비압력식 퍼콜레이터는 종이 필터와 함께 사용될 수도 있다.

## 개선 사항
퍼콜레이터로 커피를 만드는 방법은 20세기 초 전기 퍼콜레이터가 도입된 이후 거의 변하지 않았다. 그러나 1970년에 상업적으로 이용 가능한 "ground coffee filter ring"이 시장에 도입되었다. 이 커피 필터 링은 퍼콜레이터에 사용하도록 설계되었으며, 각 링에는 미리 측정된 양의 커피 가루가 자체 밀봉된 종이 필터 안에 담겨 있었다. 밀봉된 링은 도넛 모양과 유사했으며, 링 중앙의 작은 구멍은 커피 필터 링이 금속 퍼콜레이터 바구니 안의 돌출된 대류(퍼콜레이터) 튜브 주위에 놓일 수 있도록 했다.
미리 측정된 자체 밀봉된 분쇄 커피 필터 링이 도입되기 전에는 신선한 커피 가루를 스쿱으로 측정하여 금속 퍼콜레이터 바구니에 넣었다. 이 과정에서 소량의 커피 가루가 추출된 커피 속으로 새어 들어갈 수 있었다. 또한, 이 과정은 퍼콜레이터 바구니에 젖은 가루를 남겼다. 미리 포장된 커피 필터 링의 이점은 두 가지였다. 첫째, 링에 담긴 커피의 양이 미리 측정되어 있었기 때문에 각 스쿱을 측정하고 금속 퍼콜레이터 바구니에 넣을 필요가 없었다. 둘째, 필터 종이가 밀봉된 종이 안에 모든 커피 가루를 담을 수 있을 만큼 충분히 강했다. 사용 후에는 커피 필터 링을 바구니에서 쉽게 제거하여 버릴 수 있었다. 이는 소비자가 퍼콜레이터 바구니에서 젖은 커피 가루를 청소하는 번거로움을 덜어주었다.

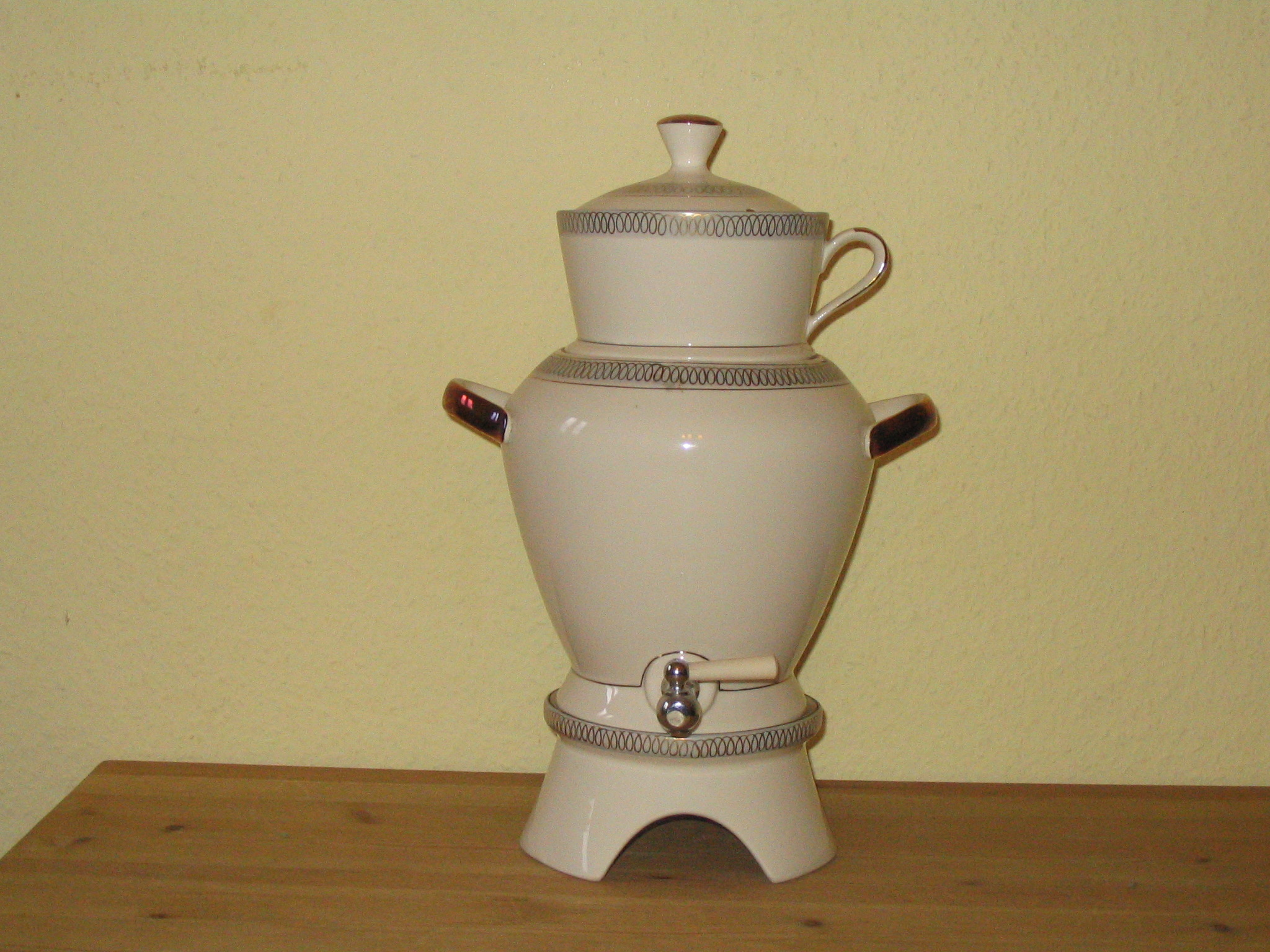
항아리 형태의 독일 퍼콜레이터 노이에러 아로마터

대부분의 퍼콜레이터는 금속 필터 바구니를 사용하지만, 노이에러 아로마터(Neuerer Aromator)는 칼스바드 스타일 커피 메이커와 유사하게 이중으로 교차 슬릿이 있는  도자기 필터를 사용했으며, 종이 필터가 필요 없었다.

## 쇠퇴
더 나은 인스턴트 커피 브랜드와 전기 드립 커피메이커의 도입으로 1970년대 초 퍼콜레이터의 인기가 급격히 떨어졌고, 자가 포장 분쇄 커피 필터 시장도 마찬가지였다. 1976년, 제너럴 푸즈는 맥스 팩스(Max Pax)의 생산을 중단했고, 10년이 끝나갈 무렵에는 일반 분쇄 커피 필터 링도 더 이상 구할 수 없었다. 그러나 2019년 현재, 커피 퍼콜레이터 필터는 주요 커피 기기 제조업체인 밀리타에서 여전히 생산되고 있으며 상점과 온라인에서 쉽게 구할 수 있다.

## 용어 및 관련 없는 추출 방법
"퍼콜레이터"라는 이름은 "퍼컬레이트(percolate)"라는 단어에서 유래했으며, 이는 "용매(solvent)가 (특히 용해성 성분을 추출하기 위해) 투과성 물질을 통과하도록 하는 것"을 의미한다. 커피 추출의 경우 용매는 물이고, 투과성 물질은 커피 찌꺼기이며, 용해성 성분은 커피에 색깔, 맛, 향, 그리고 자극적인 특성을 부여하는 화학 화합물이다.
많은 인기 있는 추출 방법과 기기가 퍼컬레이션을 사용하여 커피를 만들지만, "퍼콜레이터"라는 용어는 위에서 언급된 핸슨 굿리치(Hanson Goodrich)가 개발한 스토브탑 커피포트와 유사한 기기를 좁게 지칭한다. 그의 퍼콜레이터는 인퓨전이나 디콕션 대신 퍼컬레이션을 추출 방식으로 사용한 최초의 커피 추출 장치 중 하나였으며, 그에 따라 이름을 지었다. 다른 퍼컬레이션 기반 추출 방법들이 뒤따랐으며, 이 초기 명명법은 다른 퍼컬레이션 방법들과 혼동을 야기할 수 있다.

모카 포트는 압력을 사용하며 추출 과정에서 커피를 재순환시키지 않는다.

1813년, 벤저민 톰프슨, 럼퍼드 백작은 그의 에세이 "커피의 뛰어난 품질에 대하여(Of the Excellent Qualities of Coffee)"를 발표했는데, 이 에세이에서 그는 현재 드립 추출과 가장 밀접하게 관련된 여러 가지 퍼컬레이션 방법 설계를 공개했다.
사이펀 브루어는 1830년대 초에 등장했다. 인퓨전과 퍼컬레이션의 조합을 사용하여, 이것들은 커피 퍼컬레이션의 첫 번째 발전이었다. 그러나 복잡하고 깨지기 쉬운 장치들은 여전히 호기심의 대상이었다. 사이펀 추출은 증기압을 이용하여 압력 챔버에서 추출 챔버로 물을 올려보내 커피를 우려낸다. 압력 챔버에서 열원을 제거하면 내부 공기가 식으면서 압력이 낮아지고, 필터를 통해 커피를 다시 압력 챔버로 끌어들인다. 퍼컬레이터 추출과의 차이점은 대부분의 추출이 인퓨전 단계에서 (침지 추출기처럼) 이루어지며, 물이 커피 찌꺼기를 통해 재활용되지 않는다는 점이다.
필터 드립 추출(1908년 멜리타 벤츠 발명)은 커피 찌꺼기가 여과액으로 넘어가는 것을 막기 위한 필터가 있는 홀더에 커피 찌꺼기를 놓고, 뜨거운 물을 중력에 의해 찌꺼기를 통과시킨다. 이는 물이 찌꺼기를 통해 재활용되지 않고, 물이 추출 챔버에 도달하기 위해 끓일 필요가 없다는 점에서 퍼컬레이터 추출과 다르다. (많은 자동 드립 머신에서는 물을 끓이거나 거의 끓여서 튜브를 통해 추출 챔버로 올리지만, 이는 해당 머신에 특정한 구현 세부 사항이며, 처음에는 수동으로 사용되었던 과정에서는 필요하지 않았다.)
모카 추출(1933년 알폰소 비알레티 발명)은 압력실과 용기 사이에 필터 바구니에 놓인 커피 찌꺼기 층을 사용한다. 압력실에서 가열된 물 위의 증기압이 물을 찌꺼기와 필터를 통과하여 용기로 밀어낸다. 발생하는 증기압의 양과 도달하는 온도는 찌꺼기의 분쇄 정도와 탬핑(밀어 넣는 정도)에 따라 달라진다. 이는 압력이 아닌 중력이 물을 찌꺼기를 통해 이동시키고, 물이 찌꺼기를 통해 재활용되지 않으며, 물이 추출실에 도달하기 위해 끓일 필요가 없다는 점에서 퍼컬레이터 추출과 다르다. 남유럽, 이탈리아나 스페인과 같은 나라에서는 모카 포트의 가정용 사용이 빠르게 확산되어 1930년대 말까지 퍼컬레이터를 완전히 대체했다.
20세기 내내 퍼컬레이터와 드립 추출 방식 모두 북미 시장에서 사용 가능하고 인기가 있었기 때문에 미국과 캐나다에서는 이들 방식 사이에 혼동이 거의 없었다. 그러나 모카 포트는 최근에야 해당 시장에서 쉽게 구할 수 있게 되었으며, 판매자와 소비자 모두 모카 포트와 퍼컬레이터를 혼동하는 경우가 많다. 이는 둘의 기계적 작동 방식과 결과물이 상당히 다르다는 점에도 불구하고 그렇다.

## 같이 보기
- 커피 준비
- Drip-O-lator
- 모카 포트
- 사모바르
- 진공 커피 메이커